# Brandermühle
Brandermühle ist ein Gemeindeteil des Marktes Eckental im Landkreis Erlangen-Höchstadt (Mittelfranken, Bayern). Brandermühle liegt in der Gemarkung Eschenau.

## Geografie
Die auf einer Höhe von 311 m ü. NHN liegende Einöde befindet sich im Erlanger Albvorland etwa zwei Kilometer nordnordwestlich des Eckentaler Verwaltungszentrums am östlichen Ortsrand von Eschenau. Die Anbindung an das öffentliche Straßennetz erfolgt hauptsächlich über einen nichtasphaltierten Feldweg, der etwa 250 Meter westlich des Ortes von der Staatsstraße 2240 abzweigt.

## Geschichte
Die Gründung der Ortschaft dürfte vermutlich um das Jahr 1300 erfolgt sein, die erste urkundliche Erwähnung der Brandermühle war allerdings erst im Jahr 1350. Da die Einöde in alten Dokumenten als „Eschenauer Mühle am Brand“ bezeichnet wurde, gehörte sie offenbar von Beginn an zu Eschenau.
Durch die Verwaltungsreformen im Königreich Bayern zu Beginn des 19. Jahrhunderts wurde die Brandermühle mit dem Zweiten Gemeindeedikt ein Bestandteil der Ruralgemeinde Eschenau. und mit der Gebietsreform in Bayern am 1. Juli 1972 der neu gebildeten Großgemeinde Eckental.

## Baudenkmäler

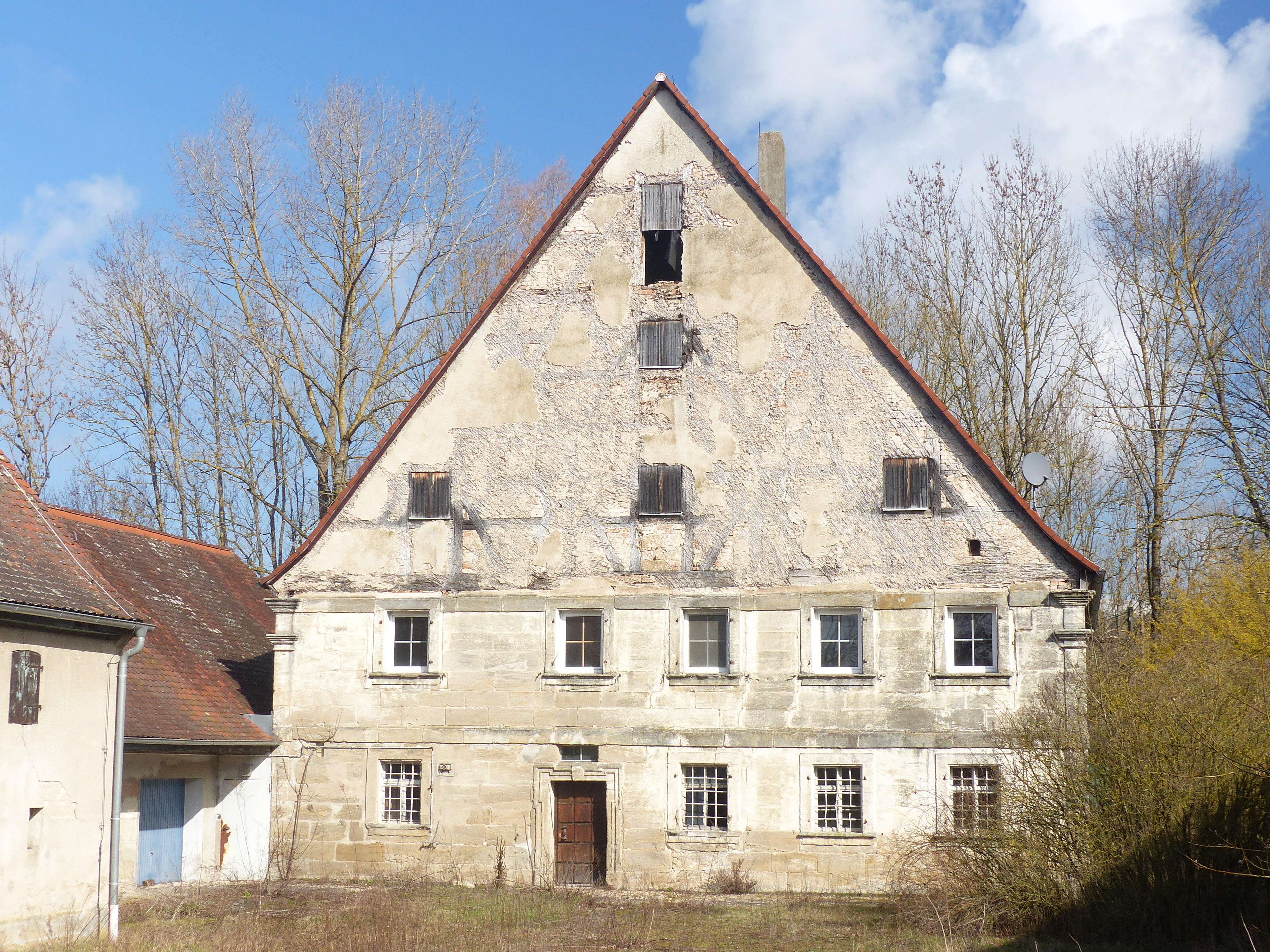
Das Wohngebäude der Brandermühle

Die Brandermühle steht mit dem Wohn- und dem Nebengebäude unter Denkmalschutz.